# Cmentarz wojenny nr 13 – Cieklin

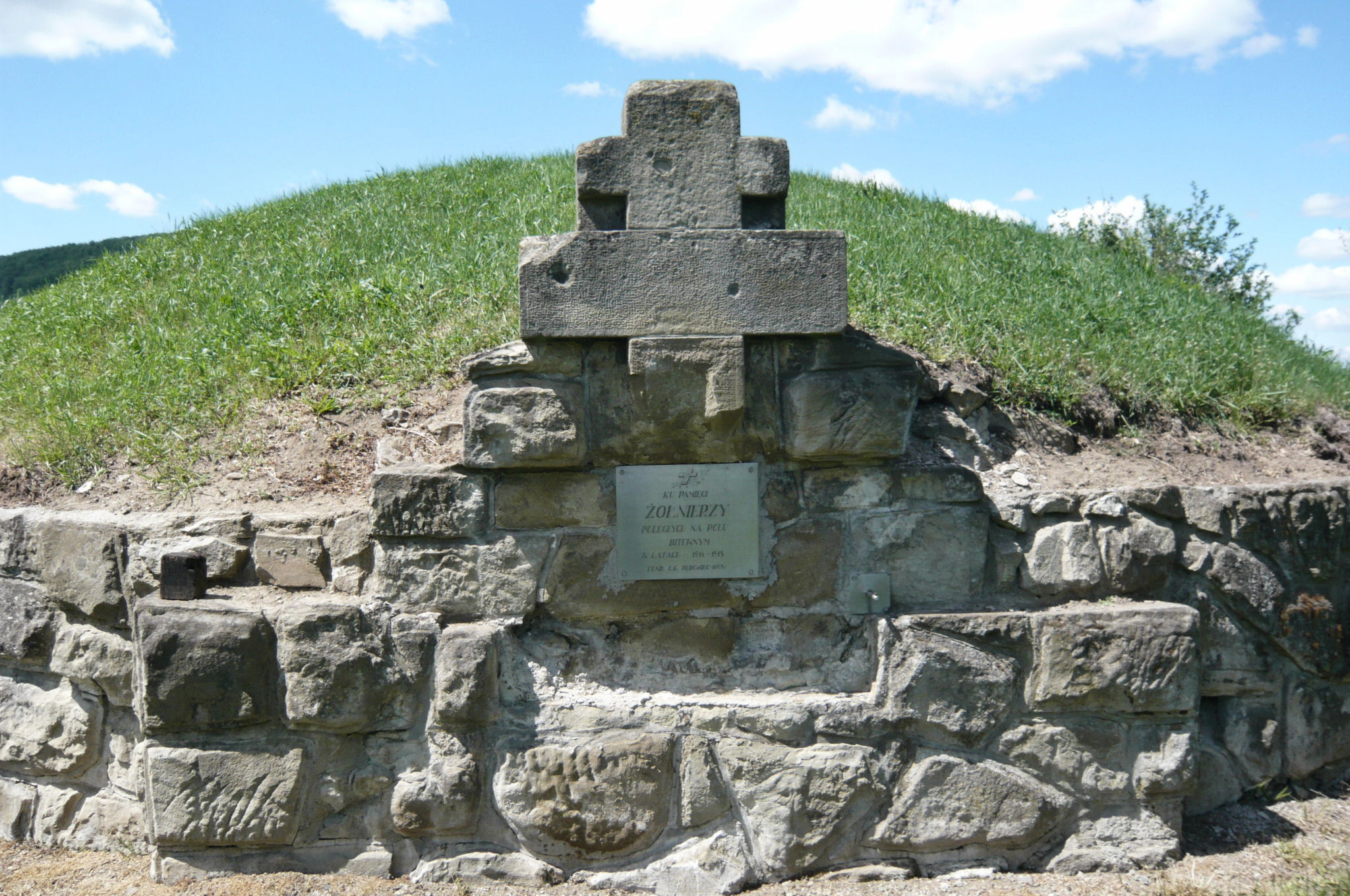
Cmentarz nr 13: pomnik z krzyżem

Cmentarz wojenny nr 13 - Cieklin – cmentarz z I wojny światowej znajdujący się w miejscowości Cieklin w gminie Dębowiec, zaprojektowany przez Johanna Jägera.  Jeden z ponad 400 zachodniogalicyjskich cmentarzy wojennych zbudowanych przez Oddział Grobów Wojennych C. i K. Komendantury Wojskowej w Krakowie. Należy do II Okręgu Cmentarnego Jasło.

## Opis
Cmentarz w formie pojedynczej mogiły zbiorowej – kurhanu otoczonego kamiennym murkiem, na którym od strony wschodniej wbudowany dwuramienny krzyż z wnęką na inskrypcję. Ma kształt koła o powierzchni 79 m². Wkomponowany w otaczający krajobraz obiekt znajduje na łące w odległości około 150 m od drogi asfaltowej. Jest zachowany w bardzo dobrym stanie, po renowacji w 1992. 
Na cmentarzu pochowanych jest 103 rosyjskich żołnierzy z III Korpusu Kaukaskiego, poległych 4–5 maja 1915 w czasie bitwy o Cieklin, w której łącznie zginęło około 1000 żołnierzy.

## Galeria

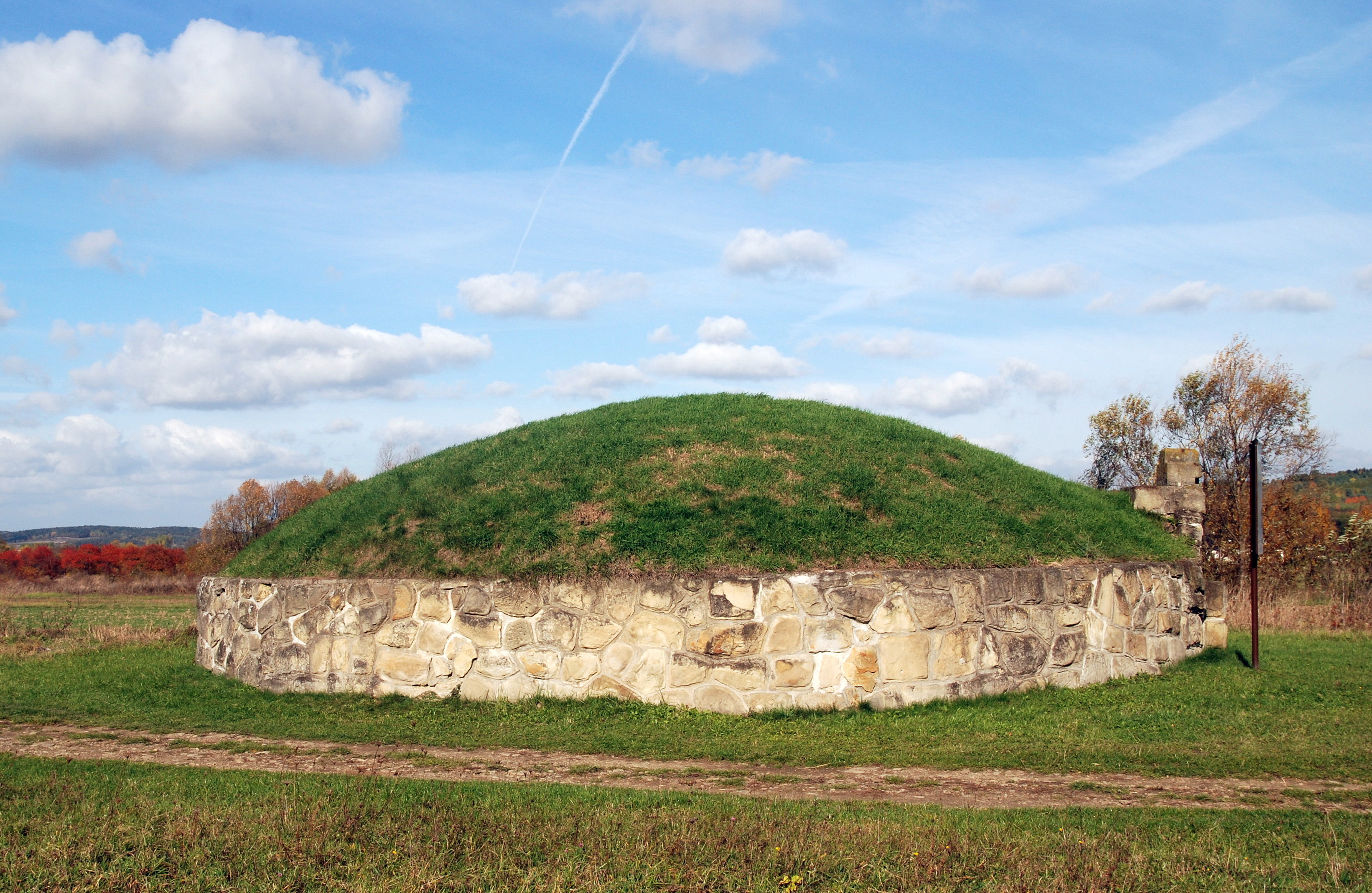
Elewacja południowa
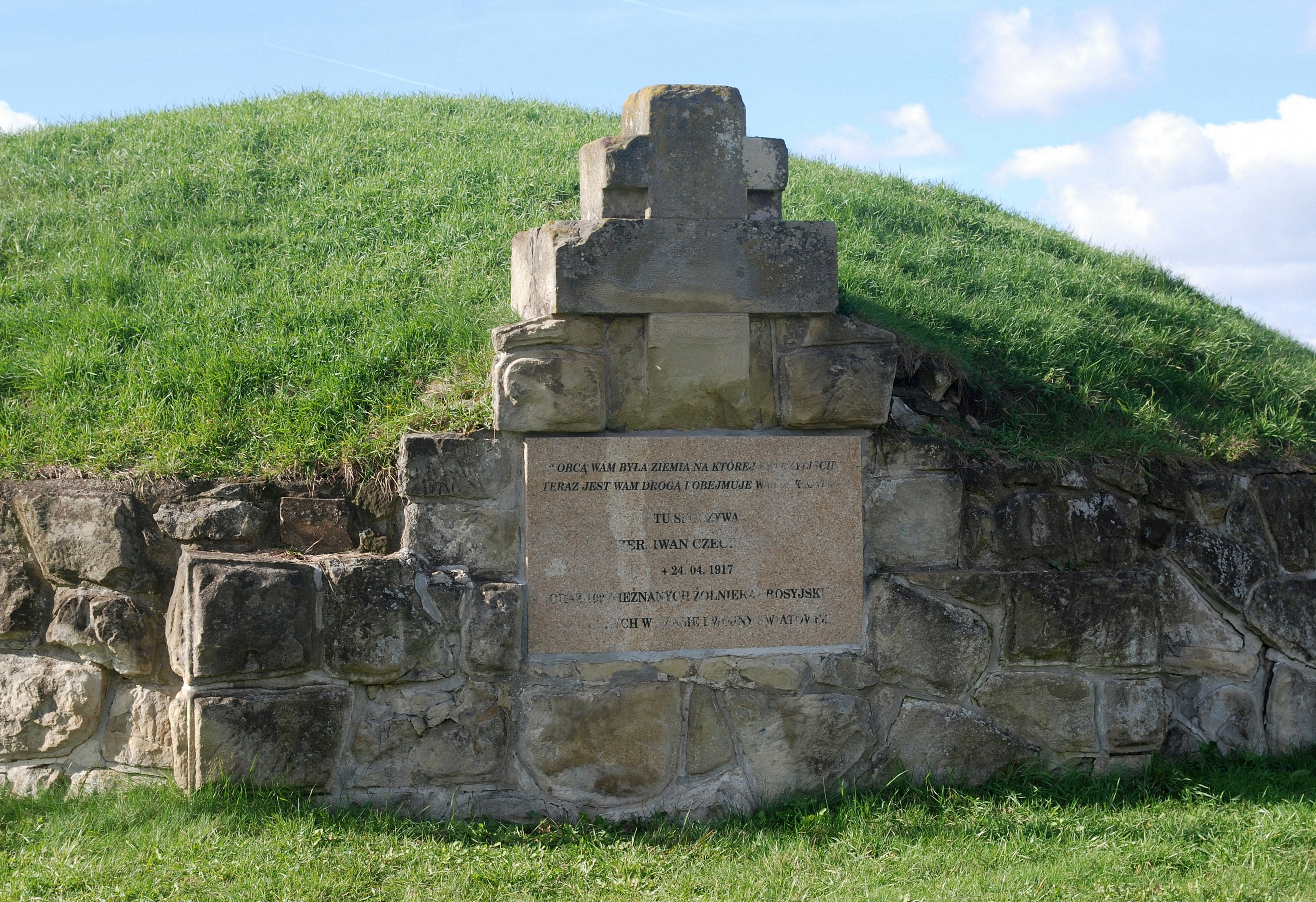
Pomnik
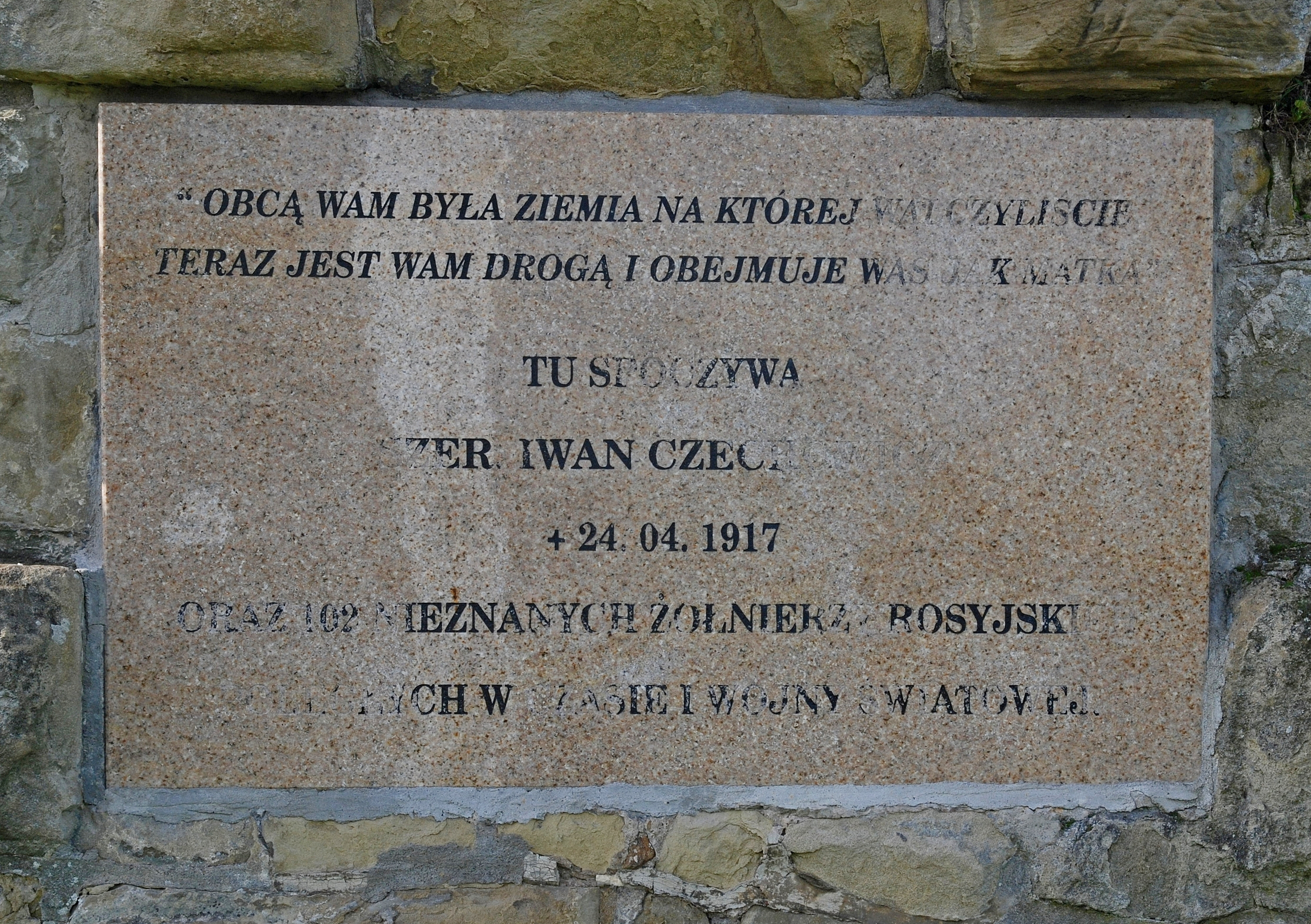
Inskrypcja

Cmentarz jest obiektem Szlaku Frontu Wschodniego I Wojny Światowej na obszarze województwa podkarpackiego.